# Светогорска лавра
Светогорската лавра (на украински: Свято-Успенська Святогірська лавра) е православен манастир на Украинската православна църква (Московска патриаршия) в град Святогорск, Донецка област. От монасите, които са работили в манастира, 17 са прославени като светци. През 2004 г. той получава статут на лавра.
До 1918 г. е наричан Светогорски Успенски скит, киновия на Харковската епархия. От 2007 г., след разделянето на Донецката епархия, лаврата, въпреки че се намира на територията на Хорловска епархия, е приписан към Донецката.
Манастирът е на десния, висок бряг на Северски Донец (на т. нар. Свети гори, в националния парк със същото име). Освен наземните сгради, има и пещери в скалите.

## История

### Старият манастир
Според църковните легенди първите монаси се заселват през XIV или XV век. Първото писмено споменаване на местността Свети гори е от 1526 година. То се среща в записките на императорския посланик Сигизмунд фон Херберщайн.
Първото надеждно споменаване на манастира е от 1624 г., когато на духовенството е дадена царска грамота, даваща правото да притежава тази земя. През 1679 г. манастирът е превзет и ограбен от кримските татари. Към манастира принадлежал и вече несъществуващия гороховатски Богородичен скит. Впоследствие манастирът е възстановен. Към втората половина на 18 век губи своето отбранително значение, превръщайки се основно се земевладелски.
През 1787 г. с указ на руската императрица Екатерина II Светогорският манастир е опразнен, а селата, земите и земите, принадлежащи към него, са иззети към хазната. През 1790 г. княз Потьомкин-Таврически става новият собственик на Светогорието. С указ на Светия синод монашеските храмове „Успение Богородично“ и „Свети Николай“ са превърнати в енорийски църкви, а останалите са опразнени и разрушени. Манастирът остава затворен състояние почти 57 години. Земите остават на рода Потьомкин.

### Възраждане на манастира през19 век
През 1844 г., по ходатайство на помешчицата Татяна Потьомкина, с указ на руския император Николай I, Светогорският манастир е възстановен. През следващите 70 години той достига разцвет, превръщайки се в един от най-големите в Руската империя. Манастирът притежава тухлени работилници, мелници, различни цехове, търговски магазини, известен е със своите гледки и привлича много поклонници. В края на 19 век на мястото на катастрофата на влака с императорското семейство в село Борки е построен Спасо-Светогорският скит с катедралата „Христос Спасител“. Съществуват и пещерите Арсениев скит и Ахтирски скит. Преди Първата световна война в манастира има около 600 монаси.

### Манастирът през съветските години
Събитията от 1917 г. и началото на новата съветска власт се отразяват трагично на по-нататъшната съдба на Светогорския манастир, чието ограбване започва през януари 1918 година.
През 1922 г. манастирът е ликвидиран и на негово място е образуван „Дом за отдих на трудещите се от Донбас“. Настъпва окончателната разруха на манастира.

### Манастирът в постсъветските години
Светогорският манастир е отворен отново през 1992 година. Първите обитатели са монах, свещеник (бъдещия архимандрит) Серафим и четирима млади послушници от Донецк.
През 1995 г., когато броят им се увеличава, започва възстановяването и реставрацията на храмовете и сградите на манастира.
На 28 ноември 2003 г. към Светогорският манастир са прехвърлени жилищните и битови сгради, намиращи се дотогава под юрисдикцията на Славяногорския исторически и архитектурен резерват и санаториум „Свети гори“.
На 9 март 2004 г. Светият Синод на Украинската православна църква с благословията на патриарх Алексий II дава на манастира статут на лавра. Така Светогорският манастир става третата православна лавра в Украйна (след Киевско-Печерската и Почаевската).
На 5 декември 2005 г. се състои епископската хиротония на наместника на лаврата, архимандрит Арсений Яковенко.

На 7 юли 2009 г. манастирът се сдобива с мощите на първия игумен на Светогорския скит при възобновяването му през 1844 г. архимандрит Арсений Митрофанов и мощите на провидеца преподобния Исаакий Головин.

## Съвременно състояние
Светогорската лавра е важен духовен център на православното паство в Източна Украйна. Възстановени са Успенската катедрала, манастирската камбанария с Покровската църква, най-старата манастирска църква в чест на монасите Антоний и Теодосий Печерски. Възстановен е храмът в чест на монах Алексий и храмът „Свети Николай“ на върха на скалата. Възроденият скит на Вси светии с дървената църква е паметник на дървената архитектура.
Всички храмове, пещери и оцелели сгради са върнати на манастира. През лятото на 2014 г. 800 бежанци, включително 300 деца, намират подслон в него.
Светият синод на Украинската православна църква определя Лаврата за седалище на епископите Инокентий Шестопал и Иполит Хилко (преди това и на епископ Сергий Зализницки).

## Описание
Първите монаси изкопават църкви и килии. През малки отвори за прозорци в тях прониква светлина. Килиите са свързани с квадратна сводеста зала, с масивен стълб в центъра. На източната стена все още се виждат следи от иконостаса на първата подземна църква на Светогорския манастир преди 1632 г. Отначало тя се нарича „Успение Богородично“, след това Николаевска, а през 19 век – „Йоан Кръстител“.
От тази пещерна църква се разклоняват лабиринти от коридори и килии. Малък коридор я свързва с квадратна трапезария, северно от която е имало проход към горното трето ниво на пещерите, където е била църквата Успение Богородично. Втори проход води до долното ниво на пещерите с пещерната Алексеевска църква с височина до 4 м. През 1753 г., по времето на императрица Елисавета Петровна, тук е заточен разколникът Чекменев, който „сеел ерес сред простолюдието“. Олтарната част на Алексеевската църква е имала формата на сегментна транца и е била отделена от основното пространство с пиластри, върху които се опирала арката, където е прикрепен иконостасът.
На друго място в хълма се намира църквата на монашеските отшелници Антоний и Теодосий. Малък коридор, издълбан в скалата, се разклонява на три други, водещи до основното място в църквата. Основана е от последователите на киевските монаси, избягали тук от ордите на Бату. Недалеч от нея археолозите са открили посуда от 8 – 10 век.
На място на скалата стърчат останките от трикамерната църква „Свети Николай“, построена в стила на слободския барок. Според рисунка на манастира, през 1679 г. на това място се издигат три масивни конуси с издълбани прозорци. Очевидно пещерната църква „Успение Богородично“ под въздействието на природата или човека частично се срутва и излага част от интериора (вътрешното пространство).
- Монашески скит
- Църква „Покров Богородичен“
- Църквата „Свети Николай“

## Светии

### Светители
- епископ Крутицки Иларион Григорович (1696 – 1759);

### Преподобни
- архимандрит Тадей Кокуйлович (около 1694 – 1758);
- архимандрит Рафаил Мокренски († 1765);
- архимандрит Арсений Митрофанов (1805 – 1859);
- архимандрит Герман Клица († 1890)
- архимандрит Софроний Смирнов (1828 – 1921);
- йеросхимонах Лонгин Грифцов (1798 – 1882);
- йеромонах Теодосий († 1850)
- йеромонах Киприан Манко (1811 – 1874);
- йеромонах Йоаникий Аверкиев (1823 – 1882);
- йеромонах Исаакий Головин († 1903)
- йеросхимонах Йоан Крюков, затворник Светогорски (1795 – 1867);

### Преподобни изповедници
- архимандрит Йоил Озерянски (XVII век);
- архимандрит Трифон Скрипченко (1865 – 1939);
- схима-архимандрит Михаил Галушко (1877 – 1961);
- игумен Йоан Стрелцов (1885 – 1970);

### Юродиви
- монах Теофил Шаронин († 1868).

## Манастирски храмове
Храмове и параклиси, разположени на територията на Святогорската лавра:
- Катедрала „Успение Богородично“ (1859 – 1868);
- църквата „Покров Богородичен“ (с долната църква на праведния Филарет Милостиви; 1850);
- църквата „Свети Николай Чудотворец“ (1851);
- пещерен храм „Рождество на Йоан Кръстител“ (до 16 век);
- пещерен храм на монаха Алексий (1861 г.);
- пещерен храм на преподобните Антоний и Теодосий Печерски (до 18 век);
- параклис на апостол Андрей Първозвани (средата на 1850-те години).

Нови сгради
- Църква „Рождество Богородично“ (2011 г.);
- Църква „Свети пророк цар Давид“ (2011 г.);
- църква в чест на всички преподобни отци, блеснали в подвиг (2011 г.);
- Параклис за водосвет (2004 г.);
- параклис на монасите Арсений и Герман Светогорски (2009 г.);
- параклис на преподобните отци Киево-Печерски (2013 г.);
- надземен параклис (в процес на изграждане);
- Кирило-Методиеви стълби (реставрирани през 2013 г.).

Приписани храмове и параклиси в района
- храм в чест на мъчениците Вяра, Надежда, Любов и майка им София
- Скит „Вси светии“ (2005 г.)
- Богородичен женски скит (2005 г.) в село Богородично (Славянски район)
- Скит „Св. Георги“ в село Долина
- скит на св. Йоан Шанхайски в село Адамовка, на мястото на къщата на Максимович, в която е роден светецът
- Скит „Св. Никола-Теодосиевски“: църквата „Св. Николай Чудотворец“ със страничен олтар в чест на св. Теодосий, архиепископ Черниговски (1870).
- Кармазиновски скит в Кармазиновка, Луганска област.

Преди това към манастира също са били църквите: „„Преображение“ (с долна църква в чест на Казанската икона), Ахтирска (болничен скит), трапезната църква „Рождество Богородично“, на преподобния Арсений Велики в Арсениевия скит, катедралата „Христос Спасител“ в Спасо-Светогорския скит.
- Изображение на Пресвета Богородица Игумения на входа на Светогорската лавра (скулптор Николай Шматко)
- Успенска катедрала
- Покровската църква
- Вход към пещерите

## В художествената литература
- В Светогорската лавра се разиграва действието на разказа на Антон Чехов „Перекати-поле“.
- Манастирът е описан в разказа на Иван Бунин Святые горы.
- Поемата на Фьодор Тютчев Святые горы посветена на манастира.
- Василий Немирович-Данченко пише очерка Святые горы.